# Paraechinus nudiventris
Paraechinus nudiventris é uma espécie de insetívoro da família Erinaceidae. Endêmica da Índia, onde pode ser encontrada em Andhra Pradesh, Kerala e Tamil Nadu.